# Eléonor Sana
Eléonor Sana est une skieuse handisport belge, née le 1er juillet 1997 à Woluwe.

## Biographie
Eléonor Sana est née le 1er juillet 1997 à Woluwe dans la région de Bruxelles. Alors qu'elle est âgée de 6 semaines, elle développe un rétinoblastome bilatéral génétique, un cancer qui touche la rétine de ses deux yeux,. Devenue malvoyante des suites de ce cancer, elle se lance dans la pratique du ski alpin handisport en 2014. Sa guide en compétition n'est autre que sa sœur Chloé Sana, née le 14 novembre 1995.
Elle participe pour la première fois aux Jeux paralympiques d'hiver en 2018 à Pyeongchang (Corée du Sud) et est désignée porte-drapeau de la délégation belge lors de la cérémonie d'ouverture. Elle y remporte la première médaille belge féminine aux Jeux paralympiques d'hiver en se classant troisième de l'épreuve de descente.

## Palmarès

### Jeux paralympiques
| Épreuve / Édition | Pyeongchang 2018 |
| ----------------- | ---------------- |
| Descente          | Bronze           |
| Super-G           | 4e               |
| Slalom géant      | 6e               |
| Slalom            |                  |
| Super combiné     | 6e               |

## Distinction
- Officière du Mérite wallon (O.M.W.) 2018